# Boston African American National Historic Site
Le Boston African American National Historic Site est une aire protégée américaine à Boston, dans le Massachusetts. Créé le 10 octobre 1980, ce site historique national protège des bâtiments relatifs à la communauté afro-américaine de la ville avant la guerre de Sécession. Il est inscrit au Registre national des lieux historiques depuis sa création.